# Strychnos mattogrossensis
Strychnos mattogrossensis là một loài thực vật có hoa trong họ Mã tiền. Loài này được S.Moore miêu tả khoa học đầu tiên năm 1895.